# You'll Never See...
You'll Never See... è il secondo album della band death metal svedese Grave, pubblicato il 1º settembre 1992 dalla Century Media Records.

## Tracce
1. You'll Never See – 5:10
2. Now and Forever – 4:18
3. Morbid Way to Die – 4:47
4. Obsessed – 3:51
5. Grief – 4:53
6. Severing Flesh – 5:15
7. Brutally Deceased – 3:59
8. Christi(ns)anity – 4:44

## Formazione
- Ola Lindgren - voce secondaria, chitarra
- Jörgen Sandström - voce, chitarra
- Jensa Paulsson - batteria